# Аттабад (озеро)
Аттабад (Хунза) (англ. Attabad; урду عطا آباد جھیل‎) — подпрудное или завальное озеро в высокогорной области Хунза, в Пакистане, котловина которого образована в результате схода сильнейшего оползня в январе 2010 года, перекрывшего русло горной реки Хунза в 14 км восточнее Каримабада, расположенного вверх по течению реки. Озеро находится в долине Годжал (англ. Gojal), относится к административному району Гилгит-Балтистан, является одной из самых больших туристических достопримечательностей в районе, предлагающей к услугам туристов разнообразные виды отдыха: катание на лодках, водных лыжах, рыбалку и прочие развлечения.
На 2016 год длина озера составляла 21 км, в глубину — более 90 м. Вода разрушила и скрыла около 20 км Каракорумского шоссе. Озеро, созданное природным оползнем, представляет собой угрозу, так как может произойти неконтролируемый прорыв в нижележащие области, что угрожает смывом и затоплением окружающих территорий.

## История
В результате схода мощного оползня, который перекрыл течение реки Хунза, создав в долине естественную дамбу в 2 км шириной, погибло около 20 человек. Водоток реки Хунза был блокирован в течение пяти месяцев.
Наводнение, приведшее к образованию озера и наводнению вынудило покинуть обжитые места около 6000 людей из сёл, которые находились в долине реки Хунза. Более 25000 человек были лишены транспортного сообщения, так как было затоплено более 19 километров Каракорумскомго шоссе. В июне 2010 года озеро достигло 21 км в длину и более 100 метров в глубину, почти полностью затопив деревню Шишкэт (англ. Shishkat) и частично — Галмит (англ. Gulmit). Было затоплено более 170 домов и 120 магазинов. Жители долины Ханза страдали от нехватки продовольствия и других товаров из-за невозможности их доставки по разрушенному шоссе. Бригады спасателей и военизированные подразделения из Китая с помощью техники увеличили канал для стока воды из озера. К 4 июня отток воды из озера увеличился до 100 м³/с.
По состоянию на 25 января 2010 года уровень воды в озере повышался примерно 1,1 метра в день, а на 10 февраля вода поднималась примерно по 60 сантиметров ежедневно. К 11 марта вода начала просачиваться из вновь созданного озера через скальные породы естественной плотины, что вызвало опасение прорыва воды через плотину, и это могло привести к затоплению деревень вниз по течению.
В мае рабочие бригады и военные Пакистана с помощью доставленной на лодках техники пробили через плотину канал для сброса воды из озера, и к 4 июня отток воды из озера увеличился до 100 м³/с. В конце июня 2010 года уровень воды в озере всё ещё продолжал расти, что было вызвано разницей в притоке и оттоке воды. Поскольку держалась плохая погода, поставки продовольствия, медикаментов и других товаров всеми видами транспорта были прекращены, включая вертолётную службу Хунзы. Только в августе обстановку с ростом высоты уровня воды в озере удалось стабилизировать.

## Последствия стихийного бедствия

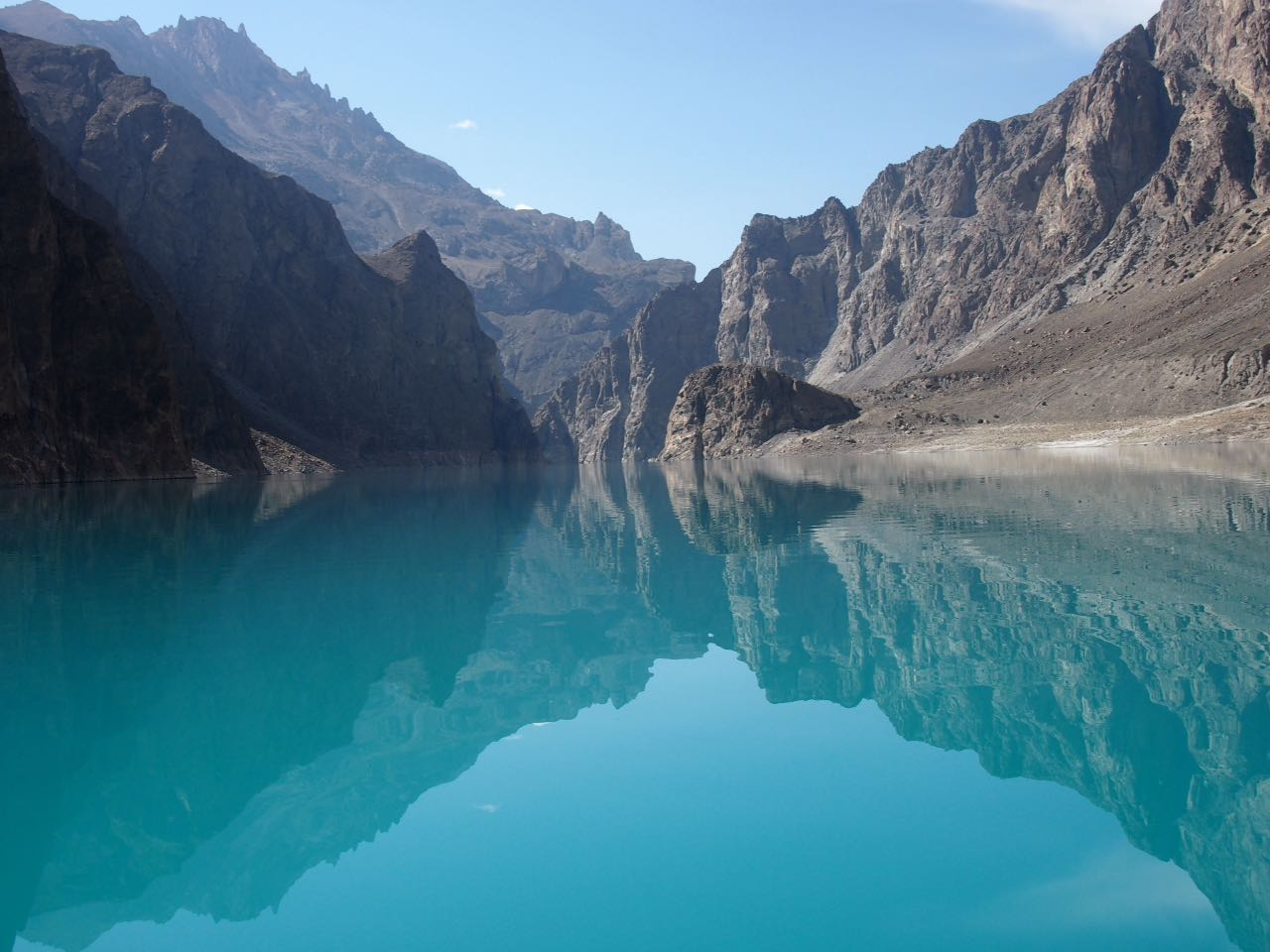

В результате возникновения естественной плотины в месте течения реки Хунза, пять деревень к северу от неё были затоплены. Одна из деревень, Айеэнабад, полностью погрузилась в воду. Была затоплена большая часть Шишкэт и почти половина деревни Галмит, а также значительные участки плодородной земли в деревнях Хусаини и Гхалкин также были погружены в воду результате наполнения озера. Всё население долины Хунза оказалось в бедственном положении из-за трудностей с подъездными дорогами, потери земли, домов и сельскохозяйственных угодий.
В августе 2011 года, через год после того, как правительство объявило чрезвычайное положение в регионе и обещало помощь пострадавшим, несколько десятков семей не получили субсидий, сотни других оказались без полной компенсации. В регионе возникли беспорядки, люди вышли на акцию протеста, расположившись перед штаб-квартирой в Алиабаде, требуя ускорить распределение средств. Протестующие перекрыли трассу, по которой должен был прибыть премьер-министр Юсуф Раза Гилани. Полиция попыталась разогнать демонстрантов с помощью слезоточивого газа. В ходе инцидента погибли 2 человека.
Учёные продолжают изучать последствия оползня и пытаются предсказать, что может произойти с озером в будущем. Местные жители долгое время опасались, что озеро опасно, так как в нём скопилось много воды.
Несмотря на расширение водостока, озеро могло прорвать плотину в любое время, так как глина и другие мягкие породы деформируются в период зимних морозов и последующих оттепелей. Вода просачивается внутрь плотины и в будущем может размыть её, что вызовет катастрофический прорыв. С другой стороны, озеро может существовать в течение многих столетий.